# هونگ جی یون
هونگ جی یون (کره‌ای: 홍지윤؛ زادهٔ ۳ مارس ۱۹۹۱) بازیگر اهل کره جنوبی زیر نظر کی‌ایست است. او بیشتر به خاطر ایفای نقش در مجموعه‌های تلویزیونی عشق اول من (۲۰۱۹) و ووری باکره (۲۰۲۲) شناخته می‌شود.

## فیلم‌شناسی

### فیلم
| سال  | عنوان          | نقش    | منابع |
| ---- | -------------- | ------ | ----- |
| ۲۰۱۸ | مونستروم       | مادر   |       |
| ۲۰۲۲ | پروژه شکار گرگ | اون جی | [ ۱ ] |

### مجموعه تلویزیونی
| سال  | عنوان           | نقش           | توضیحات      | منابع       |
| ---- | --------------- | ------------- | ------------ | ----------- |
| ۲۰۱۷ | ذهن‌های جنایتکار | پارک این هه   |              | [ ۲ ]       |
| ۲۰۱۷ | رفقای بد ۲      | هان سو یونگ   |              | [ ۳ ]       |
| ۲۰۱۸ | بازگشت          | بانگ سون یونگ |              |             |
| ۲۰۱۸ | منشی کیم چشه؟   | اوه جی ران    |              | [ ۴ ]       |
| ۲۰۱۹ | عشق اول من      | ریو سه هیون   |              | [ ۵ ] [ ۶ ] |
| ۲۰۱۹ | دوست‌پسر مطلق من | روبی          |              | [ ۷ ]       |
| ۲۰۱۹ | کشور من         | هوا وول       |              | [ ۸ ]       |
| ۲۰۲۲ | ووری باکره      | لی ما ری      |              | [ ۹ ]       |
| ۲۰۲۲ | چرا او          | پارک سو یونگ  | حضور افتخاری | [ ۱۰ ]      |